# ساکشی شیواناند
ساکشی شیواناند (به انگلیسی: Sakshi Shivanand) (زاده ۱۵ آوریل ۱۹۷۷) بازیگر هندی است.
از کارهای معروف او می‌توان به بازی در فیلم قبلاً شما را جایی دیده‌ام اشاره کرد.
او خواهر اوهانا شیواناند است.

## فیلم‌شناسی
فهرست برخی از فیلم‌هایی که ساکشی شیواناند در آن‌ها به ایفای نقش پرداخته‌است:
- مراقبت-۲۰۰۰
- قبلاً شما را جایی دیده‌ام-۲۰۰۳
- خوشی-۲۰۰۳
- آدی باگاوان-۲۰۱۳